# Dynamische Meteorologie
Die Dynamische Meteorologie ist eine wissenschaftliches Fachgebiet, das die Bewegungen in der Atmosphäre, die mit Wetter und Klima zusammenhängen behandelt. 

## Definition
Die Dynamische Meteorologie ist die Lehre der Natur und die Ursachen der Bewegung in der Atmosphäre. Diese Definition enthält zwei Teile, die in der Physik häufig unterschieden werden: Kinematik und Dynamik. 
Kinematik beschreibt Bewegungen. In der Atmosphäre sind das konkret atmosphärische Zirkulationen, Felder der Windgeschwindigkeit etc. Dabei geht die Kinematik nicht auf die Ursachen und Wechselwirkungen ein.
Dynamik beschreibt die Ursachen der Bewegung. Sie betrachtet dabei auch die auftretenden Wechselwirkungen mit anderen physikalischen Größen.

## Grundprinzip
Für alle Bewegungen in der Atmosphäre kann in der dynamischen Meteorologie die molekulare Natur der Atmosphäre ignoriert werden und die Atmosphäre als Kontinuumsströmungsmedium, oder Kontinuum betrachtet werden. Ein Punkt in diesem Kontinuum wird als Volumenelement betrachtet, das sehr klein im Vergleich zur gesamten Atmosphäre ist, jedoch immer noch eine große Menge Moleküle beinhaltet. Der Ausdruck Luftpaket (englisch air parcel) wird benutzt, um diesen Punkt zu beschreiben.

## Themen
Als Themen werden Leewellen, Rossby-Wellen, Schallwellen, Zyklonenwellen und die barokline Instabilität behandelt, wobei die Einflüsse der Strahlungsphysik, der Wolkenprozesse und der Feuchte außen vor gelassen werden. Im Rahmen der theoretischen Betrachtungen werden das primitive Modell, das primitive Schichtenmodell, die geostrophische Dynamik, die quasigeostrophische Struktur und das quasigeostrophische Schichtenmodell entwickelt. Die grundlegenden Erkenntnisse können in der Praxis auf das Flachwasser, Höhenwinde über Bergen und für übergreifende Zwecke wie Prognosen angewendet werden.

## Physikalische Grundlagen
Als physikalische Grundlagen dienen Zeit, Volumen, Masse, spezifischer Impuls, innere Energie, spezifische Entropie und die Axiome der Thermodynamik. 

## Mathematische Hilfsmittel
Mathematische Hilfsmittel sind die Integral- und Differentialrechnung, die Vektorrechnung, die Matrizenrechnung und die Tensorrechnung. So werden für die Herleitung der Ergebnisse das Lebesgue-Integral, der Lagrange-Operator, der Satz von Gauß und Kugelflächenfunktionen verwendet. 